# Håholmen
Ne doit pas être confondu avec Håholmen (Kvinnherad).
Håholmen est une île norvégienne du comté de Hordaland appartenant administrativement à Hauglandshella.

## Description
Rocheuse, elle s'étend sur environ 134 m de longueur pour une largeur approximative de 84 m. 